# Церква святого Івана Богослова (Феодосія)

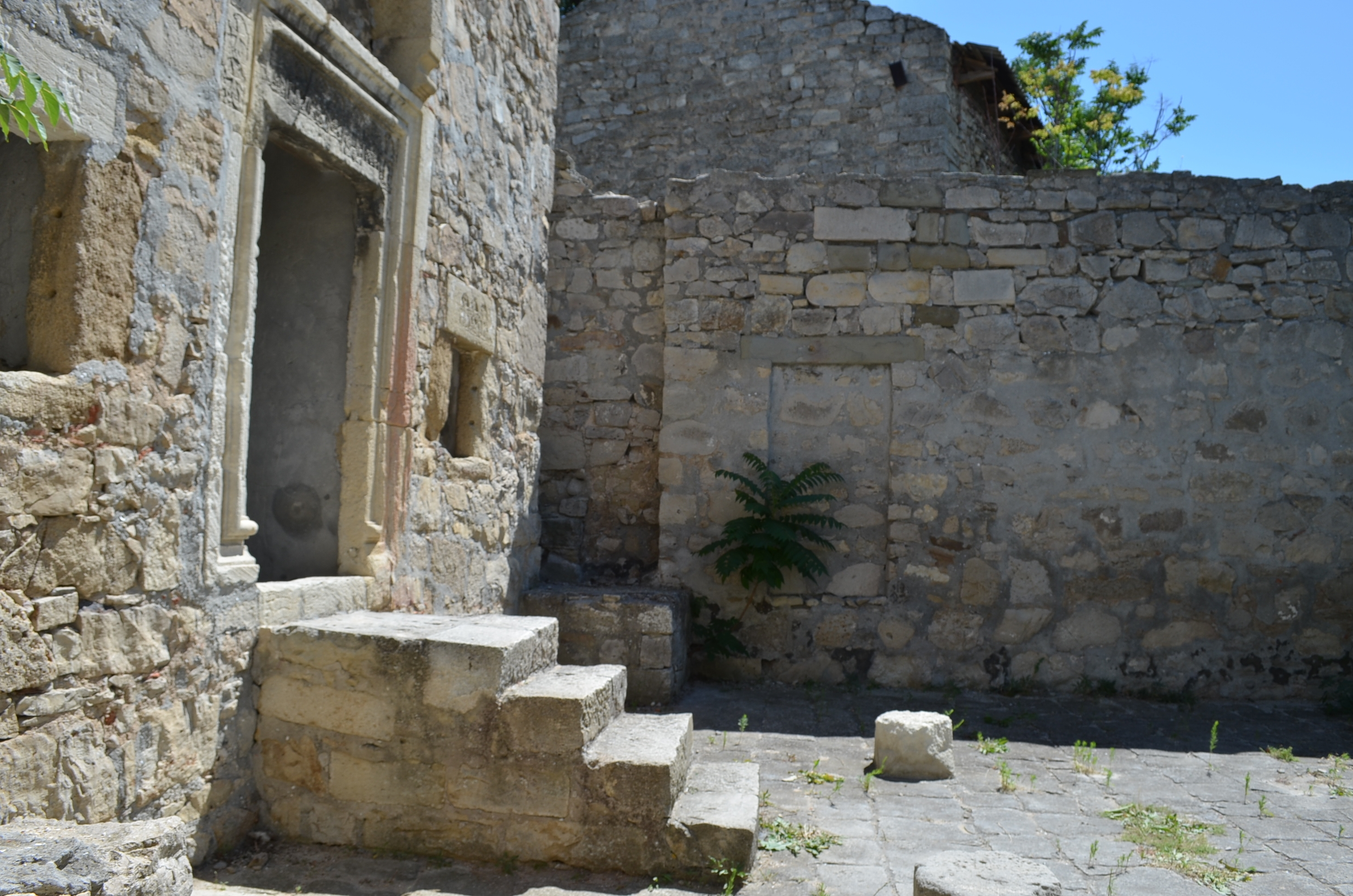
Церква Івана Богослова в Феодосії

Церква святого Івана Богослова у Феодосії — пам'ятка архітектури, що входить до комплексу генуезьких пам'яток Феодосії.
Побудована за типом найдавнішої споруди вірменської культової архітектури. Споруда зального типу, прямокутна в плані з напівкруглої апсидою, перекрита напівциркульним склепінням на підпружних арках, що спираються на пілястри. Стіни складені з бутового каменю; склепіння, арки, пілястри, лиштви вікон і дверей — з тесаних плит вапняку; шви ретельно затерті. Поздовжні стіни скріплені двома поперечними сталевими стяжками. Прорізи дверей обрамлені профільованими лиштвами з різьбленням. Стіни церкви покриті кам'яними плитами по склепіння. В інтер'єрі уздовж всіх стін йде кам'яна лава. Із західного боку до споруди примикає притвор, перекриття якого не збереглися. У 1977 р проведені реставраційні роботи; відновлені втрачена кладка стін пам'ятника, кам'яні лави, покриття, влаштоване вимощення.